# Karacadağ
Der Karacadağ (oder auch Karacalıdağ) ist ein 1957 m hoher Schildvulkan in der Provinz Şanlıurfa in der Südost-Türkei, 100 km nördlich der syrischen Grenze. Der Berg bildet die westliche Grenze des Tur Abdin. Der höchste Punkt trägt den Namen Kolubaba-Gipfel. Die erstarrten Lavamassen reichen bis zur Tigris-Senke.
Das Datum des letzten Ausbruchs ist unbekannt. Während Analysen der Lava mit der Kalium-Argon-Datierung eine Datierung in das mittlere Pleistozän ergeben haben, legen Satellitenaufnahmen nahe, dass einige Lavaflüsse, insbesondere an der Ostseite, erst einige tausend Jahre alt sind.
Auf diesem Vulkan lokalisierten Biologen vom Max-Planck-Institut für Züchtungsforschung in Köln den Ahnherrn des Einkorns, einer der ersten und wichtigsten Getreidepflanzen, indem sie das Erbgut von 68 modernen Einkornsorten verglichen.
Das Nutzwasser von Viranşehir wird auf dem Karacadağ gespeichert.